# Terliksiz
Terliksiz (türkisch für ohne Pantoffeln) ist ein Ortsteil (Mahalle) im Landkreis Karataş der türkischen Provinz Adana mit 139 Einwohnern (Stand: Ende 2024). Im Jahr 2011 hatte der Ort 86 Einwohner.